# (13647) Rey
(13647) Rey (1996 HR24) – planetoida z pasa głównego asteroid okrążająca Słońce w ciągu 5,68 lat w średniej odległości 3,18 j.a. Odkryta 20 kwietnia 1996 roku.